# Parafia św. Rafała Kalinowskiego w Gdańsku
Parafia św. Rafała Kalinowskiego w Gdańsku Złotej Karczmie – rzymskokatolicka parafia znajdująca się na osiedlu Złota Karczma w gdańskiej dzielnicy Matarnia przy ulicy Złota Karczma. Wchodzi w skład dekanatu Gdańsk Oliwa, który należy do archidiecezji gdańskiej.

## Historia
- 1990 – W maju powstała kaplica pw. Matki Boskiej Częstochowskiej na terenie jednostki policyjnej;
- 1 sierpnia 1990 – erygowanie i ustanowienie parafii oraz mianowanie ks. mgr Bogdana Głodowskiego na pierwszego proboszcza, dekretem biskupim przez biskupa Tadeusza Gocłowskiego – ordynariusza gdańskiego;
- 1995 – rozpoczęcie budowy kościoła parafialnego – wg projektu Szczepana Bauma[1], a konstrukcję zaprojektował – inż. Andrzej Gronek;
- 1997 – wmurowanie kamienia węgielnego pod przewodnictwem arcybiskupa Tadeusza Gocłowskiego – metropolity gdańskiego;
- 1999 – zakończenie prac budowlanych Kościoła;
- W latach 2008–2009 – umieszczenie i poświęcenie w ołtarzu bocznym, obraz Matki Boskiej Szkaplerznej (z lewej), ze stanowiącą jego część – otoczoną szczególnym kultem – ikoną Matki Bożej Pięknej Miłości;
- 21 listopada 2015 – Konsekracja kościoła, której dokonał abp Sławoj Leszek Głódź – metropolita gdański.

## Proboszczowie
- 1990–1999: ks. prał. dr Bogdan Głodowski[2]
- 1999–2008: ks. kan. mgr Władysław Pałys[3]
- 2008–2017: ks. kan. dr Tomasz Biedrzycki[4]
- 2017–2022: ks. kan. mgr lic. Dariusz Ławik[5]
- od 1 VII 2022: ks. Tadeusz Chajewski[6][7]
  - kapelan diecezjalny Rady Rycerzy Kolumba od 26 II 2011
  - diecezjalny duszpasterz ludzi pracy od 19 II 2009